# 8460 Imainamahoe
8460 Imainamahoe è un asteroide della fascia principale. Scoperto nel 1981, presenta un'orbita caratterizzata da un semiasse maggiore pari a 2,2468717 UA e da un'eccentricità di 0,1088263, inclinata di 3,02382° rispetto all'eclittica.